# Ploumoguer
Ploumoguer (bret. Plonger) – miejscowość i gmina we Francji, w regionie Bretania, w departamencie Finistère.
Według danych na rok 1990 gminę zamieszkiwały 1602 osoby, a gęstość zaludnienia wynosiła 41 osób/km² (wśród 1269 gmin Bretanii Ploumoguer plasuje się na 397. miejscu pod względem liczby ludności, natomiast pod względem powierzchni na miejscu 159.).